# Heinrich Gerber

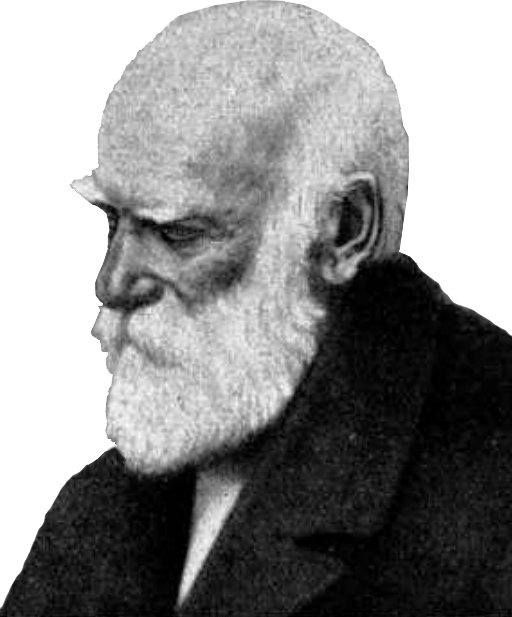
Heinrich Gerber.

Johann Heinrich Gottfried Gerber, född 18 november 1832 och död 3 januari 1912, var en tysk ingenjör.
Gerber förestod 1858 brobyggnadsavdelningen vid Cramer-Klett i Nürnberg och övergick 1884 till Maschinenfabrik Augsburg-Nürnberg. Gerber utarbetade nya beräkningsmetoder för järnbroar och var den förste som konstruerade och utförde broar enligt konsolbalksystemet. Sådana balkkonstruktioner benämns efter konstruktören "gerberbalkar".